# Artis Lazdiņš
Artis Lazdiņš (ur. 3 maja 1986 w Limbaži) – łotewski piłkarz występujący na pozycji pomocnika, zawodnik Saldus SS/Leevon. Były reprezentant reprezentacji Łotwy.

## Życiorys

### Kariera klubowa
Lazdiņš jest wychowankiem FK Limbaži (1994–1997). Następnie występował w juniorskiej sekcji FK Auda (1997-2000). W międzyczasie wyjechał do USA, gdzie grał w młodzieżowej drużynie Chernomorets SC (2000–2004).
W latach 2004–2005 występował w seniorskiej drużynie FK Auda. 1 stycznia 2006 został zawodnikiem FK Ventspils. Z klubem trzykrotnie wygrywał mistrzostwo Łotwy. W jego barwach wystąpił w 41 meczach, zdobywając jednego gola. Kolejnym zespołem Lazdiņša była FK Jelgava (2010–2012). W ciągu trzech lat wywalczył z nią krajowy puchar. Będąc podstawowym piłkarzem, zagrał w 65 spotkaniach Virslīgi i strzelił dwie bramki.
13 września 2012 Lazdiņš podpisał kontrakt z polskim klubem Piastem Gliwice. Jednak pod koniec stycznia 2014 roku Łotysz rozwiązał kontrakt za porozumieniem stron i odszedł z klubu. Wrócił do FK Jelgava (2014–2020).
20 marca 2020 został zawodnikiem łotewskiego Saldus SS/Leevon, bez odstępnego.

### Reprezentacja
Był reprezentantem Łotwy w kategoriach: U-19 i  U-21.
Lazdiņš zadebiutował w seniorskiej reprezentacji Łotwy 19 czerwca 2010 na stadionie A. Le Coq Arena w zremisowanym 0:0 meczu towarzyskim z Estonią. W kadrze zagrał 29 spotkań (2010–2017).

## Sukcesy

### Klubowe
FK Ventspils
- Zwycięzca Virslīgi: 2006, 2007, 2008
- Zdobywca drugiego miejsca Virslīgi: 2009
- Zdobywca Pucharu Łotwy: 2007
- Zdobywca drugiego miejsca w Pucharze Łotwy: 2008

FK Jelgava
- Zdobywca drugiego miejsca Virslīgi: 2016
- Zdobywca Pucharu Łotwy: 2010, 2014, 2015, 2016
- Zdobywca drugiego miejsca w Pucharze Łotwy: 2019

### Reprezentacyjne
- Zwycięzca Baltic Cup: 2012, 2014, 2016
- Zdobywca drugiego miejsca w Baltic Cup: 2010